# Oskar Jerochnik
Oskar Wilhelm Jerochnik (* 26. Dezember 1901 in Unterliederbach bei Frankfurt am Main; † 14. Juli 1983 in Berlin) war ein deutscher Unterhaltungsmusiker (Piano), Arrangeur, Komponist und Bandleader.

## Leben und Wirken
Jerochnik schrieb 1926 den Song „Küss mich Blues“ (mit Max Schulmann); in den späten 1930er-Jahren arbeitete er mit dem Geiger Georges Boulanger („Chant Hindu/Pizzicato“, Odeon O-25949), für den er auch arrangierte („Afrika“). 1939 nahm er für Telefunken unter eigenem Namen (Oskar Jerochnik mit seinen Rhythmikern) Titel wie „Lüg’ nicht Baby“ (A2945, mit Eric Helgar) auf, ferner ein englisches Schlager-Potpourri (Sie hören London!, A2881). In dieser Zeit schrieb er außerdem Schlager und Unterhaltungsmusik wie „Sizilianische Rhapsodie“ und  „Annelies: Kein Mädel küßt so süß“.
1939/40 begleitete er die Sängerin Helga Wille bei Titeln wie „Du gehst durch all meine Träume“ und „Sie hören New York“ (Telefunken A2916); außerdem den Sänger Werner Schöne („Dreimal am Tage und dreimal bei Nacht“, mit Heinrich Riethmüller, Odeon O-31888). Ferner hatte er in Berlin ein Streich-Tanz-Orchester und ein Klavierduo mit Heinrich Riethmüller.
In den Nachkriegsjahren betätigte er sich als musikalischer Leiter von Theaterproduktionen und als Schlager- und Kabarett-Komponist; er schrieb Nummern wie „Herr Rhythmus und Frau Melodie“ und „Hurra, Humor ist eingeplant“). Er schrieb auch Musik für Theaterstücke und Hörspiele wie Berta Waterstradts Während der Stromsperre (1947) und Das Glück Macht nur 'ne Pause (mit René Camillo).